# Episodi di Soko 5113 (quarantatreesima stagione)
La quarantatreesima stagione della serie televisiva Soko 5113 è stata trasmessa in anteprima in Germania dalla ZDF tra l'11 settembre 2017 e il 26 marzo 2018.
| nº | Titolo originale                | Titolo italiano | Prima TV Germania | Prima TV Italia |
| -- | ------------------------------- | --------------- | ----------------- | --------------- |
| 1  | Die Schuld der Väter            |                 | 11 settembre 2017 |                 |
| 2  | Der Ermittlungsrichter          |                 | 18 settembre 2017 |                 |
| 3  | Puppen von Pasing               |                 | 25 settembre 2017 |                 |
| 4  | Ein Mordszelt                   |                 | 2 ottobre 2017    |                 |
| 5  | Nachtwache                      |                 | 9 ottobre 2017    |                 |
| 6  | Tanz der junggebliebenen Herzen |                 | 16 ottobre 2017   |                 |
| 7  | Tod auf Samtpfoten              |                 | 23 ottobre 2017   |                 |
| 8  | Theos Abschied                  |                 | 30 ottobre 2017   |                 |
| 9  | Wann ist ein Mann ein Mann?     |                 | 6 novembre 2017   |                 |
| 10 | Heiliger St. Martin             |                 | 13 novembre 2017  |                 |
| 11 | Der Querulant                   |                 | 20 novembre 2017  |                 |
| 12 | Licht und Schatten              |                 | 27 novembre 2017  |                 |
| 13 | Späte Ruhe                      |                 | 4 dicembre 2017   |                 |
| 14 | Jadas Welt                      |                 | 11 dicembre 2017  |                 |
| 15 | Blindes Vertrauen               |                 | 18 dicembre 2017  |                 |
| 16 | Machtlos                        |                 | 8 gennaio 2018    |                 |
| 17 | Himmel, Herrgott, Sacramento    |                 | 15 gennaio 2018   |                 |
| 18 | Haltlos                         |                 | 22 gennaio 2018   |                 |
| 19 | Tödliche Verführung             |                 | 29 gennaio 2018   |                 |
| 20 | 24 Stunden                      |                 | 5 febbraio 2018   |                 |
| 21 | Es braut sich was zam           |                 | 12 febbraio 2018  |                 |
| 22 | Die letzte Hexe                 |                 | 19 febbraio 2018  |                 |
| 23 | Ausgedient                      |                 | 26 febbraio 2018  |                 |
| 24 | Treue bis in den Tod            |                 | 5 marzo 2018      |                 |
| 25 | Kain und Abel                   |                 | 12 marzo 2018     |                 |
| 26 | Die Verlorenen                  |                 | 19 marzo 2018     |                 |
| 27 | Duftspuren                      |                 | 26 marzo 2018     |                 |